# Теплицкий (хутор)
Теплицкий — хутор в Миллеровском районе Ростовской области.
Входит в состав Колодезянского сельского поселения.

## География
На хуторе имеется одна улица: Луговая.

## Население
| 2010 |
| ---- |
| 18   |